# Welcome to the Wayne
Welcome to the Wayne (Edifício Wayne no Brasil, Bem-Vindos ao Wayne em Portugal) é um web-série americana-canadense que foi ao ar na nick.com entre 14 de novembro e 26 de novembro de 2014. Logo após foi confirmado que ira ter uma serie completa em 2017. A web-série estreou em Brasil no dia 20 de janeiro de 2015.
A serie estreou no dia 24 de julho de 2017 nos Estados Unidos, e terminou em 26 de outubro de 2018, mais a serie estreou todos os episódios da temporada 1 entre 11 de dezembro de 2017 e 5 de janeiro de 2018 na Alemanha. No Brasil a serie estreou no 5 de fevereiro de 2018 com a temporada 1 e terminou no dia 2 de março de 2018. Em Portugal a série estreou no dia 4 de dezembro de 2017.
A segunda temporada estreou no dia 17 de setembro de 2018 na Turquia e terminou em 28 de setembro do mesmo ano. No Brasil a temporada 2 estreou no dia 4 de fevereiro de 2019 e a serie terminou no dia 15 de fevereiro de 2019. Nos Estados Unidos a temporada 2 foi ao ar entre 3 e 31 de maio de 2019.

## Elenco
- Ansi Molina (dublado por Alanna Ubach)[1]
- Olly Timbers (dublado por Billy Lopez)[2]
- Saraline Timbers (dublado por Dana Steingold)[3]
- Leif Bornwell III (dublado por Noah Galvin)[4]
- Flowershirt, George the Doorman  (dublado por Bill Lobley)

## Episódios
| Temp. | Temp.     | Eps. | Transmissão original   | Transmissão original   | Transmissão no Brasil  | Transmissão no Brasil   |
| Temp. | Temp.     | Eps. | Estreia                | Final                  | Estreia                | Final                   |
| ----- | --------- | ---- | ---------------------- | ---------------------- | ---------------------- | ----------------------- |
|       | Web série | 6    | 14 de novembro de 2014 | 26 de dezembro de 2014 | 20 de janeiro de 2015  | 20 de janeiro de 2015   |
|       | 1         | 20   | 24 de julho de 2017    | 5 de janeiro de 2018   | 5 de fevereiro de 2018 | 2 de março de 2018      |
|       | 2         | 10   | 17 de setembro de 2018 | 28 de setembro de 2018 | 4 de fevereiro de 2019 | 15 de fevereiro de 2019 |

### Web-série: 2014
| # | Título    | Data de transmissão original | Data de transmissão no Brasil |
| - | --------- | ---------------------------- | ----------------------------- |
| 1 | Chapter 1 | 14 de novembro de 2014       | 20 de janeiro de 2015         |
| 2 | Chapter 2 | 21 de novembro de 2014       | 20 de janeiro de 2015         |
| 3 | Chapter 3 | 28 de novembro de 2014       | 20 de janeiro de 2015         |
| 4 | Chapter 4 | 12 de dezembro de 2014       | 20 de janeiro de 2015         |
| 5 | Chapter 5 | 19 de dezembro de 2014       | 20 de janeiro de 2015         |
| 6 | Chapter 6 | 26 de dezembro de 2014       | 20 de janeiro de 2015         |

### 1.ª Temporada: 2017-2018
| #  | Título                                      | Data de transmissão original | Data de transmissão no Brasil |
| -- | ------------------------------------------- | ---------------------------- | ----------------------------- |
| 1  | Rise and Shine Sleepyhead                   | 24 de julho de 2017          | 5 de fevereiro de 2018        |
| 2  | Like a Happy, Happy Bird                    | 25 de julho de 2017          | 6 de fevereiro de 2018        |
| 3  | Mail Those Cards, Boys!                     | 26 de julho de 2017          | 7 de fevereiro de 2018        |
| 4  | Today Was Wassome                           | 27 de julho de 2017          | 8 de fevereiro de 2018        |
| 5  | Some Kind of Tap-Dancing, Beekeeping Whaler | 28 de julho de 2017          | 9 de fevereiro de 2018        |
| 6  | Like No Other Market on Earth               | 18 de setembro de 2017       | 12 de fevereiro de 2018       |
| 7  | Beeping the Binklemobile                    | 19 de setembro de 2017       | 13 de fevereiro de 2018       |
| 8  | Spacefish                                   | 20 de setembro de 2017       | 14 de fevereiro de 2018       |
| 9  | A Pair of Normas                            | 21 de setembro de 2017       | 15 de fevereiro de 2018       |
| 10 | It's the Mid-Season Finale                  | 22 de dezembro de 2017       | 16 de fevereiro de 2018       |
| 11 | Hit It, Toofus!'                            | 25 de dezembro de 2017       | 19 de fevereiro de 2018       |
| 12 | Wall-to-Wall Ping-Pong Ball                 | 26 de dezembro de 2017       | 20 de fevereiro de 2018       |
| 13 | Swap Shop Hop & Bop                         | 27 de dezembro de 2017       | 21 de fevereiro de 2018       |
| 14 | 8:08:08                                     | 28 de dezembro de 2017       | 22 de fevereiro de 2018       |
| 15 | Flutch                                      | 29 de dezembro de 2017       | 23 de fevereiro de 2018       |
| 16 | What's For Linner?                          | 1 de janeiro de 2018         | 26 de fevereiro de 2018       |
| 17 | Leave the Funny, Find the Bunny             | 2 de janeiro de 2018         | 27 de fevereiro de 2018       |
| 18 | Gimble in the Wabe                          | 3 de janeiro de 2018         | 28 de fevereiro de 2018       |
| 19 | Keep an Eye on the Nose                     | 4 de janeiro de 2018         | 1 de março de 2018            |
| 20 | So This Is Glamsterdam                      | 5 de janeiro de 2018         | 2 de março de 2018            |

### 2.ª Temporada: 2018
| #  | Título                                         | Data de transmissão original | Data de transmissão no Brasil |
| -- | ---------------------------------------------- | ---------------------------- | ----------------------------- |
| 1  | We're Gonna Need a Bigger Cup                  | 17 de setembro de 2018       | 4 de fevereiro de 2019        |
| 2  | Welcome to the Wassermans                      | 18 de setembro de 2018       | 5 de fevereiro de 2019        |
| 3  | An Olly-Day Miracle!                           | 19 de setembro de 2018       | 6 de fevereiro de 2019        |
| 4  | That's Squidjit Bowling                        | 20 de setembro de 2018       | 7 de fevereiro de 2019        |
| 5  | We're the Wayniacs                             | 21 de setembro de 2018       | 8 de fevereiro de 2019        |
| 6  | Curious Brains of the Wayne                    | 24 de setembro de 2018       | 11 de fevereiro de 2019       |
| 7  | Wiles Styles You Over                          | 25 de setembro de 2018       | 12 de fevereiro de 2019       |
| 8  | The Best Buddy I Never Had                     | 26 de setembro de 2018       | 13 de fevereiro de 2019       |
| 9  | Some Sort of Bad Luck Curse                    | 27 de setembro de 2018       | 14 de fevereiro de 2019       |
| 10 | Whoever Controls the Wayne, Controls the World | 28 de setembro de 2018       | 15 de fevereiro de 2019       |